# ¿Por qué nací mujer?
¿Por qué nací mujer? es una película de drama mexicana de 1968 dirigida por Rogelio A. González.

## Argumento
Una historia que narra parte de la vida de Josefa (Pilar Pellicer), Francisco (Gilberto Román), Armando (Michel Strauss), Santa (Ana Martín) y Luisa (Alma Muriel), de mayor a menor, hijos de Pedro (José Gálvez) y Carmela (Ofelia Guilmáin) y nietos de la viuda Rosa (Prudencia Grifell), por parte de padre, y de Rosario (Sara García) y Teodoro (Andrés Soler) por parte de madre. Carmela es hermana de la casada Tacha (Marta Yolanda González), de la chismosa solterona Ernestina (Magda Guzmán), del rico Gastón (Víctor Junco), de la diseñadora Doro (Patricia Morán), madre soltera del abogado Ignacio . Como la hipocondriaca Carmela no hace nada, Josefa carga con todo el trabajo de la casa mientras Francisco, supuesto buen estudiante, es mimado por sus padres. Santa, de 18 años, es novia a escondidas de Hernán (Gonzalo Vega), amigo de Francisco, y Pedro no la deja ir a una fiesta con ambos. Armando, de 19 años, quiere casarse con su madura amante Sara (Sara Guasch). En el día de las madres, la familia brinda por Rosario, pero siguen abusando de ella. Hernán embaraza a Santa y se casa con ella por lo civil, con ayuda de Josefa, pese a que la madre de él se opone a la boda ante los padres de ella.  Borracha, Luisa cuenta a Doro y a su amante Diego (Rogelio A. González) que no se ha entregado a su novio José y que él la ha dejado por eso. Ignacio prueba a Armado que Sara le ha mentido al decir ella que tiene una hija mayor. Exasperado por la mimada Santa, Hernán se va con su madre. Atendida por Rosa y Josefa, Santa pare una niña. Santa recibe dinero de Ernestina para ir de luna de miel y quiere deshacerse de su hija; como Carmela y Tacha rechazan a la bebé, se queda con ella la abnegada Josefa, que llora y se queja ante sus padres. Muere Teodoro; liberada, Rosario se va con Doro, mal vista por los demás. Como única heredera de su marido, Rosario decide quedarse con todo frustra la ambición de su hijo Gastón y sus demás hijos y lo desdichados que son.

## Reparto
- Sara García - Doña Rosario
- Andrés Soler - Don Teodoro
- Prudencia Griffel - Doña Rosa
- Pilar Pellicer - Josefa
- José Gálvez - Pedro
- Ofelia Guilmáin - Carmela
- Ana Martín - Santa
- Gilberto Román - Francisco
- Alma Muriel - Luisa
- Michel Strauss - Armando
- Víctor Junco - Tío Gastón
- Magda Guzmán - Tía Ernestina
- Marta Yolanda González - Tía Tacha
- Patricia Morán - Tía Doro
- Gonzalo Vega - Hernán
- Sara Guasch - Sara
- Rogelio A. González - Don Pedro
- Queta Carrasco - Mamá de Hernán

## Datos interesantes de la película
- Las imágenes de esta película están conservadas en la Fototeca del Archivo General de la Nación, dentro del archivo de consulta llamado Propiedad Artística y Literaria.
- La película visibiliza algunas demandas del movimiento feminista, ya que cuestiona el modelo tradicional de la figura femenina, sin embargo se ve opacada por el argumento central.